# Ведмедиця дворова
Ведмедиця дворова (Hyphoraia aulica) — вид метеликів з родини еребід (Erebidae).

## Поширення
Вид поширений в помірних зонах Центральної Європи та Північної Азії на схід до річки Амур і на південь до Балкан та Чорного моря. Молі віддають перевагу теплим, сонячним і сухим місцям з невеликою кількістю рослинності, наприклад вапнякові луки, верес і сухі кам'янисті схили.

## Зовнішній вигляд
Метелики досягають розмаху крил від 34 до 38 міліметрів. Вони мають коричневі передні крила з білими плямами. Задні крила світло-помаранчеві або вохристо-жовті з чорними плямами. На череві чергуються чорні і вохристо-жовті смуги.
Гусениці чорні та мають довге, червоно-коричневе або чорне волосся, залежно від віку.

## Спосіб життя
Літає метелик з травня по липень залежно від місця розташування. На відміну від самиць, самці ведуть денний спосіб життя і знаходять самиць за допомогою феромонів. Самиці вдень сидять, відпочиваючи в траві. Вони дуже мляві через вагу яєць у їхніх тілах і тому дуже вразлимві до ворогів. Саммиця відкладає від 400 до 500 яєць під листя групами по 50-100 штук. Вони маленькі, білі і кулясті. Личинки живляться різними рослинами, включаючи види Achillea, Hieracium, Euphorbia, Knautia і Taraxacum